# Fecskesirály
A fecskesirály (Xema sabini) a madarak (Aves) osztályába a lilealakúak (Charadriiformes) rendjébe, ezen belül a sirályfélék (Laridae) családjába tartozó Xema nem egyetlen faja.

## Rendszerezése
A fajt Joseph Sabine angol zoológus írta le 1819-ben, a Larus nembe Larus sabini néven.

## Előfordulása
Európa, Ázsia és Észak-Amerika északi területein fészkel. Természetes élőhelyei a kopár, sziklás környezet, tengerpartok és a nyílt tenger. Telelni a tengerpartok mentén délre vonul egyesek elérik a Fokföldet is.

### Kárpát-medencei előfordulása
Magyarországon nagyon ritka kóborló.

## Megjelenése
Testhossza 27-32 centiméter, szárnyfesztávolsága 90-100 centiméter, testtömege 150-210 gramm. Az idősebbek feje fekete.
|  |

## Életmódja
Rákokkal, rovarokkal, csigákkal és apró halakkal táplálkozik.

## Szaporodása
A tengerpartokon lévő sziklákon fészkel. Fészekalja 1-3 tojásból áll. A tojásokon a szülők felváltva kotlanak.
|  |  |

## Természetvédelmi helyzete
Az elterjedési területe rendkívül nagy, egyedszáma pedig stabil. A Természetvédelmi Világszövetség Vörös listáján nem fenyegetett fajként szerepel. Európában biztos állapotú fajként tartják nyilván, Magyarországon védett, természetvédelmi értéke 25 000 Ft.